# Акчулпанова тюба
Акчулпанова тюба (Ялангас Телтим) — административно-территориальная и субэтническая единица, входившая в Стерлитамакский уезд Российской Империи. В состав тюбы входили деревни Кучербаево (Акчулпаново), Карайганово, Ишеево.
Акчулпанова тюба — это земли, принадлежавшие роду Акчулпановых. Основатель рода Акчулпан родился в XVIII веке, в 1798 стал кантонным начальником 7-го кантона, дослужился до чина капитана и стал потомственным дворянином.
В 1801 году он купил 2350 десятин земли, но через 43 года его сыновья и внуки продали её крестьянам.
Сын Кучербая Аралбай отличился храбростью в боях под г. Кобрин 1812 года и был награждён орденом св. Анны IV степени (ЦГИА РБ. Ф.2.Оп.1.Д.4523).